# Ivachnová
Ivachnová (Hongaars: Ivachnófalu) is een Slowaakse gemeente in de regio Žilina, en maakt deel uit van het district Ružomberok.
Ivachnová telt 533 inwoners.